# Grupo 19 de Astronautas da NASA

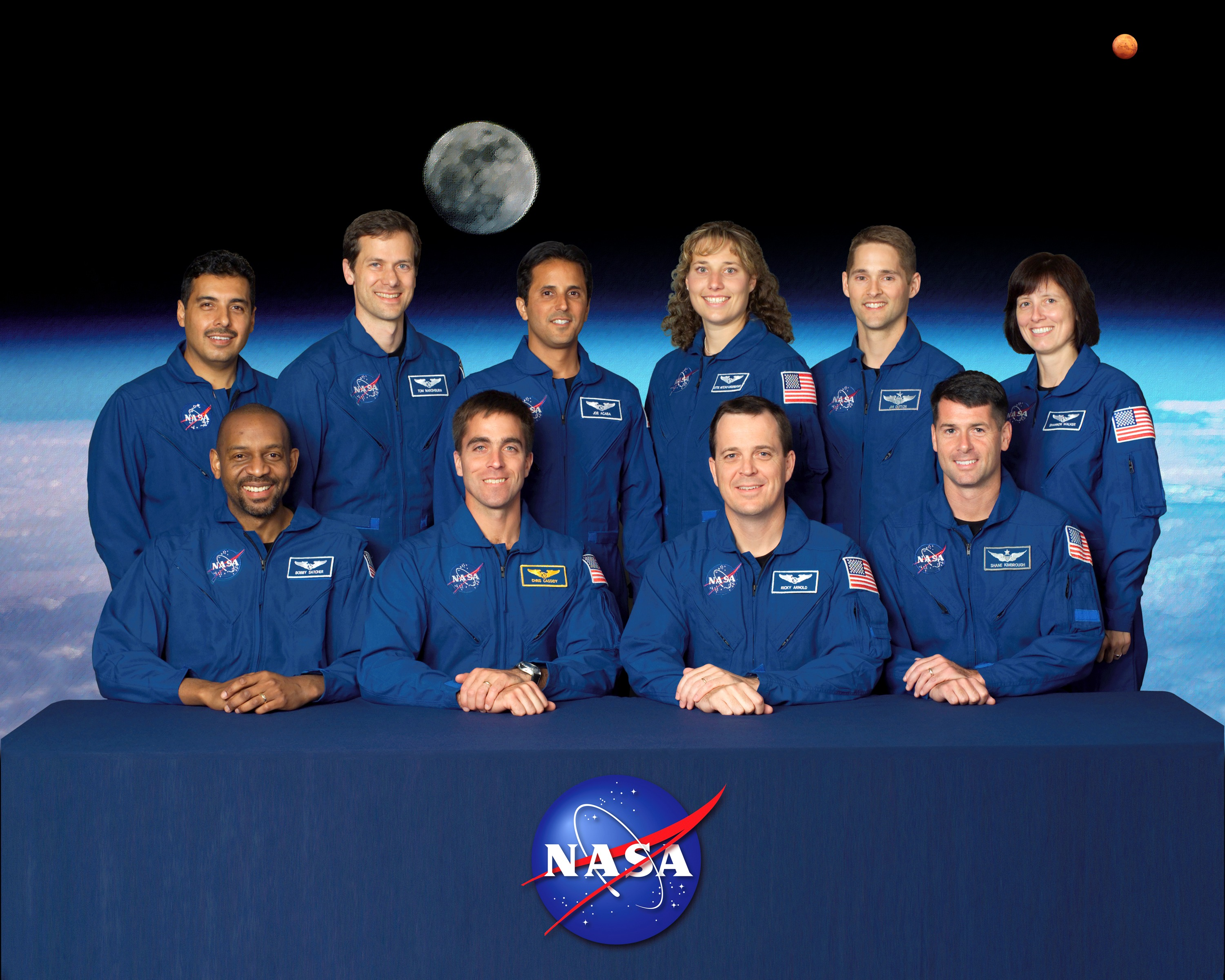
Dez dos onze astronautas em 6 de maio de 2004. Atrás: Hernandez, Marshburn, Acaba, Metcalf-Lindenburger, Dutton e Walker. Frente: Satcher, Cassidy, Arnold e Kimbrough. O único ausente é Bresnik.

O Grupo 19 de Astronautas da NASA, também chamado de Os Pavões, foi um grupo de astronautas selecionado pela Administração Nacional da Aeronáutica e Espaço (NASA) para integrarem o programa espacial dos Estados Unidos. Foi o décimo nono grupo de astronautas da NASA e foram anunciados publicamente em 6 de maio de 2004. Os astronautas eram: Joseph Acaba, Richard Arnold, Randolph Bresnik, Christopher Cassidy, James Dutton, José Hernández, Robert Kimbrough, Thomas Marshburn, Dorothy Metcalf-Lindenburger, Robert Satcher e Shannon Walker.

## Astronautas

### Pilotos
| Imagem | Nome                | Nascimento             | Carreira                              | ref   |
| ------ | ------------------- | ---------------------- | ------------------------------------- | ----- |
|        | Randolph J. Bresnik | 11 de setembro de 1967 | STS-129 Soyuz MS-05 Expedição 52 / 53 | [ 1 ] |
|        | James P. Dutton Jr. | 20 de novembro de 1968 | STS-131                               | [ 2 ] |

### Especialistas
| Imagem | Nome                   | Nascimento             | Carreira                                                              | ref   |
| ------ | ---------------------- | ---------------------- | --------------------------------------------------------------------- | ----- |
|        | Christopher J. Cassidy | 4 de janeiro de 1970   | STS-127 Soyuz TMA-08M Expedição 35 / 36 Soyuz MS-16 Expedição 62 / 63 | [ 3 ] |
|        | José M. Hernández      | 7 de agosto de 1962    | STS-128                                                               | [ 4 ] |
|        | Robert S. Kimbrough    | 4 de junho de 1967     | STS-126 Soyuz MS-02 Expedição 49 / 50 SpaceX Crew-2                   | [ 5 ] |
|        | Thomas H. Marshburn    | 29 de agosto de 1960   | STS-127 Soyuz TMA-07M Expedição 34 / 35                               | [ 6 ] |
|        | Robert L. Satcher Jr.  | 22 de setembro de 1965 | STS-129                                                               | [ 7 ] |
|        | Shannon Walker         | 4 de junho de 1965     | Soyuz TMA-19 Expedição 24 / 25 SpaceX Crew-1 Expedição 64 / 65        | [ 8 ] |

### Educadores
| Imagem | Nome                            | Nascimento             | Carreira                                                              | ref    |
| ------ | ------------------------------- | ---------------------- | --------------------------------------------------------------------- | ------ |
|        | Joseph M. Acaba                 | 17 de maio de 1967     | STS-119 Soyuz TMA-04M Expedição 31 / 32 Soyuz MS-06 Expedição 53 / 54 | [ 9 ]  |
|        | Richard R. Arnold II            | 26 de novembro de 1963 | STS-119 Soyuz MS-08 Expedição 55 / 56                                 | [ 10 ] |
|        | Dorothy M. Metcalf-Lindenburger | 2 de maio de 1975      | STS-131                                                               | [ 11 ] |